# Justitium
Le justitium est un concept du droit romain, qui équivaut à la déclaration de l'état d'urgence.
Son nom « justitium » vient du suffixe « -stitium », composé sur le verbe « sto », qui exprime l'idée de se tenir immobile, et de  « jus », qui désigne le droit, ou du moins son exercice : ainsi, le justitium entraînait, si ce n'est la suspension du droit (ce qui le distingue de la dictature), du moins l'arrêt du cours de la justice, et par conséquent, l'exercice des droits privés.

## Sous la République
Sous la République romaine, il était déclaré en cas de tumultus pour faciliter la levée en masse des citoyens, et entraînait la suspension de toutes les fonctions civiles.
Il y a de nombreux exemples d'une telle déclaration : 
- pendant la dictature de Cincinnatus, lorsque Rome était menacée par les Èques ;
- pendant la guerre contre les Samnites ;
- au début de la guerre contre Jugurtha ;
- pendant la guerre sociale, le justitium fut également décrété à la suite du senatus consulte ultimum : c'est ce que fit Sylla lors des troubles suscités par Sulpicius.

Le justitium avait pour effet un arrêt temporaire de tous actes publics ou privés exigeant le concours des magistrats ou de leurs délégués à l'exception des actes dont le justitium servait à assurer l'accomplissement. Ainsi :
- le cours de la jurisdictio était interrompu,
- le trésor public était fermé,
- les instances supprimées,
- la réception des ambassadeurs suspendue,
- les ventes aux enchères (auctiones) étaient remises à une date ultérieure,
- les boutiques étaient fermées sur le forum, et parfois même dans toute la ville.

En somme, tout ce qui pouvait entraver l'enrôlement des citoyens était écarté, et tout prétexte était enlevé à ceux qui se seraient excusés en disant qu'ils étaient retenus par leurs affaires.
Le droit de décréter le justitium appartenait anciennement au dictateur (c'était un attribut de la major potestas). À défaut de dictateur, les consuls ou le préteur pouvaient également proclamer le justitium, mais l'autorisation du Sénat leur était nécessaire.
Le justitium était une mesure essentiellement temporaire : elle était rapportée aussitôt que possible. Dans l'un des cas cités par Tite-Live, le justitium fut maintenu dix-huit jours, mais dans un autre cas il ne dura que quatre jours.

## Sous l'Empire
Avec le système des armées permanentes inauguré par l'Empire, la levée en masse et le justitium qui en était le corollaire ne tardèrent pas à disparaître.
Désormais le justitium était décrété pour des causes très différentes : 
- fête religieuse,
- famine,
- deuil public à l'occasion de la mort de l'empereur ou d'un membre de la famille impériale. C'est en raison de cette cause, de beaucoup la plus fréquente, que le mot justitium prit peu à peu la signification de « deuil public ».

Giorgio Agamben, a analysé les raisons qui firent que le justitium en vint progressivement à désigner, vers le début du Principat, le deuil public à l’occasion de la mort de l'empereur ou d’un de ses proches parents, pour représenter une sorte de diversion du danger menaçant la cité, alors que le prince détenait l'auctoritas essentielle au maintien de l'ordre public.
Selon Paul Veyne, c'est la notion de justitium, bien connue du droit public romain, qu'utilisa l'empereur Constantin pour imposer à l'empire encore très majoritairement païen le repos dominical chrétien. Habilement, il décréta un justitium a effet permanent, et devant s'appliquer le jour du soleil, le dies solis, devenu notre dimanche. En effet, dans l'astrologie populaire romaine, chaque jour portait le nom d'une planète et comme il n'y en avait que sept (y compris le soleil, car on pensait à l'époque qu'il tournait autour de la terre), ce cycle coïncidait par un heureux hasard avec le rythme de la semaine juive de sept jours.

## Source
- « Justitium », dans Charles Victor Daremberg et Edmond Saglio (dir.), Dictionnaire des Antiquités grecques et romaines, 1877-1919 [détail de l’édition] (lire en ligne) (« quelques transcriptions d'articles », sur mediterranees.net)